# Wereldkampioenschappen turnen
De wereldkampioenschappen turnen, ook wel artistieke gymnastiek genoemd, zijn wereldkampioenschappen in de sport turnen georganiseerd door de FIG. 
Momenteel worden de wereldkampioenschappen turnen jaarlijks gehouden, behalve in de jaren waarin er ook Olympische Spelen plaatsvinden, dan is er geen WK. Het jaar nà de Olympische Spelen zijn er enkel individuele wedstrijden, geen teamcompetities.
De vrouwen turnen op sprong, brug met ongelijke liggers, evenwichtsbalk en vloer. De mannen turnen op vloer, paardvoltige, ringen, sprong, brug met gelijke liggers en rekstok.
Het wereldkampioenschap bestaat uit meerdere events: de kwalificaties, de teamfinale, de individuele meerkampfinale en de toestelfinales. Er is slechts één kwalificatieronde die telt voor alle finales. 
De beste vierentwintig individuele gymnasten, met een maximum van twee per land, plaatsen zich voor de meerkampfinale. De gymnasten turnen op alle toestellen en hun totaalscore bepaalt de eindstand. 
Voor de toestelfinales geldt dezelfde regel van kwalificaties. 
De beste acht landen plaatsen zich voor de teamfinale. Een landenteam bestaat uit vier gymnasten waarvan er drie op elk toestel turnen. 

## Geschiedenis
De eerste editie werd gehouden in 1903 in Antwerpen met (mannelijke) deelnemers uit België, Frankrijk, Luxemburg en Nederland. Vrouwen mochten niet deelnemen aan de wedstrijd maar er waren wel turnsters die optraden als deel van de ceremonies.
Het toernooi werd om de twee jaar georganiseerd tot en met 1913. Vanwege de Eerste Wereldoorlog (1914-1918) vond er vervolgens pas in 1922 opnieuw een editie plaats. Vanaf dan werd er overgestapt op een interval van vier jaar (tot 1978). 
In 1931 bestond de FIG 50 jaar en werd er een feestelijk "onofficieel" toernooi georganiseerd, dat de naam "eerste wereldkampioenschap turnen voor mannen" meekreeg. Er waren echter enkel Europese landen die deelnamen. Achteraf zijn de edities van 1903 tot 1930 retrospectief erkend als "wereldkampioenschappen".
In 1934 vond de eerste deelname van vrouwen aan het wereldkampioenschap plaats. Er was toen ook een turnteam uit Mexico aanwezig, het eerste niet-Europese land in de geschiedenis van de wereldkampioenschappen turnen.
In 1942 en 1946 was er een onderbreking vanwege de Tweede Wereldoorlog. 
In 1950 was het eerste Afrikaanse land present: Egypte. In de daarop volgende editie in 1954 waren Japan, de Verenigde Staten, de Sovjet-Unie en Iran voor het eerst aanwezig. In hetzelfde jaar werden ook de eerste niet-Europese medailles gewonnen: Japan veroverde er vier.
Van 1979 tot 1991 waren de WK's een tweejaarlijks evenement. Vanaf 1992 werd de stap gemaakt naar een jaarlijkse organisatie. In 1994 vonden twee WK's plaats, de individuele competities waren in Australië en de landenwedstrijd was in Duitsland.
Vanaf het jaar 2000 werd er besloten om de wereldkampioenschappen turnen niet meer te organiseren in de jaren waarin er ook Olympische Spelen plaatsvinden. Het jaar nà de Olympische Spelen zijn er enkel individuele wedstrijden, geen teamcompetities. Een uitzondering hierop ontstond door de coronapandemie: de Olympische Spelen in Tokio gingen pas door in 2021, de wereldkampioenschappen turnen echter behielden hun ritme van vóór de pandemie. Daardoor was er in 2021 een turnwedstrijd op wereldniveau zowel op de Spelen als op het WK.

## Records
De landen met de meeste medailles zijn de Sovjet-Unie en Rusland, China, de Verenigde Staten, Japan en Roemenie.
Bij de mannen is de Wit-Rus Vitaly Scherbo de recordhouder van meeste medailles en meeste gouden medailles. Het absolute record ligt echter bij de vrouwen, waar de Amerikaanse Simone Biles met kop en schouders boven iedereen uitsteekt (figuurlijk).

## Edities
| Jaar | Plaats       | Land                 |
| ---- | ------------ | -------------------- |
| 1903 | Antwerpen    | België               |
| 1905 | Bordeaux     | Frankrijk            |
| 1907 | Praag        | Oostenrijk-Hongarije |
| 1909 | Turijn       | Italië               |
| 1911 | Luxemburg    | Luxemburg            |
| 1913 | Parijs       | Frankrijk            |
| 1922 | Ljubljana    | Joegoslavië          |
| 1926 | Lyon         | Frankrijk            |
| 1930 | Luxemburg    | Luxemburg            |
| 1931 | Parijs       | Frankrijk            |
| 1934 | Boedapest    | Hongarije            |
| 1938 | Praag        | Tsjecho-Slowakije    |
| 1950 | Bazel        | Zwitserland          |
| 1954 | Rome         | Italië               |
| 1958 | Moskou       | Sovjet-Unie          |
| 1962 | Praag        | Tsjecho-Slowakije    |
| 1966 | Dortmund     | West-Duitsland       |
| 1970 | Ljubljana    | Joegoslavië          |
| 1974 | Varna        | Bulgarije            |
| 1978 | Straatsburg  | Frankrijk            |
| 1979 | Fort Worth   | Verenigde Staten     |
| 1981 | Moskou       | Sovjet-Unie          |
| 1983 | Boedapest    | Hongarije            |
| 1985 | Montreal     | Canada               |
| 1987 | Rotterdam    | Nederland            |
| 1989 | Stuttgart    | West-Duitsland       |
| 1991 | Indianapolis | Verenigde Staten     |
| 1992 | Parijs       | Frankrijk            |

| Jaar     | Plaats     | Land                |
| -------- | ---------- | ------------------- |
| 1993     | Birmingham | Verenigd Koninkrijk |
| 1994 (i) | Brisbane   | Australië           |
| 1994 (t) | Dortmund   | Duitsland           |
| 1995     | Sabae      | Japan               |
| 1996     | San Juan   | Puerto Rico         |
| 1997     | Lausanne   | Zwitserland         |
| 1999     | Tianjin    | China               |
| 2001     | Gent       | België              |
| 2002     | Debrecen   | Hongarije           |
| 2003     | Anaheim    | Verenigde Staten    |
| 2005     | Melbourne  | Australië           |
| 2006     | Aarhus     | Denemarken          |
| 2007     | Stuttgart  | Duitsland           |
| 2009     | Londen     | Verenigd Koninkrijk |
| 2010     | Rotterdam  | Nederland           |
| 2011     | Tokio      | Japan               |
| 2013     | Antwerpen  | België              |
| 2014     | Nanning    | China               |
| 2015     | Glasgow    | Verenigd Koninkrijk |
| 2017     | Montreal   | Canada              |
| 2018     | Doha       | Qatar               |
| 2019     | Stuttgart  | Duitsland           |
| 2021     | Kitakyushu | Japan               |
| 2022     | Liverpool  | Verenigd Koninkrijk |
| 2023     | Antwerpen  | België              |
| 2025     | Jakarta    | Indonesië           |
| 2026     | Rotterdam  | Nederland           |
| 2027     | Chengdu    | China               |

## Organiserende landen
| Aantal | Land                 | Organisaties                 |
| ------ | -------------------- | ---------------------------- |
| 5      | Duitsland            | 1968, 1989, 1994, 2007, 2019 |
| 5      | Frankrijk            | 1905, 1913, 1926, 1978, 1992 |
| 4      | België               | 1903, 2001, 2013, 2023       |
| 4      | Verenigd Koninkrijk  | 1993, 2009, 2015, 2022       |
| 3      | Hongarije            | 1934, 1983, 2002             |
| 3      | Japan                | 1995, 2011, 2025             |
| 3      | Verenigde Staten     | 1979, 1991, 2003             |
| 2      | Australië            | 1994, 2005                   |
| 2      | Canada               | 1985, 2017                   |
| 2      | China                | 1999, 2014                   |
| 2      | Denemarken           | 2006, 2021                   |
| 2      | Italië               | 1911, 1954                   |
| 2      | Joegoslavië          | 1922, 1970                   |
| 2      | Luxemburg            | 1909, 1930                   |
| 2      | Nederland            | 1987, 2010                   |
| 2      | Sovjet-Unie          | 1958, 1981                   |
| 2      | Tsjecho-Slowakije    | 1938, 1962                   |
| 2      | Zwitserland          | 1950, 1997                   |
| 1      | Bulgarije            | 1974                         |
| 1      | Oostenrijk-Hongarije | 1907                         |
| 1      | Puerto Rico          | 1996                         |
| 1      | Qatar                | 2018                         |

## Medaillewinnaars uit België en Nederland

### België
| Jaar    | Onderdeel     | Goud            | Zilver             | Brons        |
| Mannen  | Mannen        | Mannen          | Mannen             | Mannen       |
| ------- | ------------- | --------------- | ------------------ | ------------ |
| 1903    | Team allround | 000000000000000 | Team               |              |
| 1903    | Allround      |                 | Georges Wiernichx  |              |
| 1903    | Brug          |                 | 000000000000000    | Eugène Dua   |
| 1903    | Rekstok       |                 | Charles Van Hulle  |              |
| 1903    | Ringen        |                 | François Walravens |              |
| 1905    | Team allround |                 |                    | Team         |
| 1907    | Team allround |                 |                    | Team         |
| 1911    | Brug          |                 |                    | Jules Labeeu |
| 1913    | Rekstok       |                 |                    | A. Demol     |
| Vrouwen |               |                 |                    |              |
| 2017    | Brug ongelijk |                 |                    | Nina Derwael |
| 2018    | Brug ongelijk | Nina Derwael    |                    |              |
| 2019    | Brug ongelijk | Nina Derwael    |                    |              |
| Totaal  | Totaal        | 2               | 4                  | 6            |

### Nederland
| Jaar    | Onderdeel     | Goud             | Zilver             | Brons                                    |
| Mannen  | Mannen        | Mannen           | Mannen             | Mannen                                   |
| ------- | ------------- | ---------------- | ------------------ | ---------------------------------------- |
| 1903    | Voltige       | Henricus Thijsen | 000000000000000    |                                          |
| 1905    | Team allround | 000000000000000  | Team               | Auguste Van Ackere; Albert Van der Roye; |
| 2005    | Ringen        | Yuri van Gelder  |                    |                                          |
| 2006    | Ringen        |                  |                    | Yuri van Gelder                          |
| 2007    | Ringen        |                  | Yuri van Gelder    |                                          |
| 2009    | Rekstok       |                  | Epke Zonderland    |                                          |
| 2010    | Rekstok       |                  | Epke Zonderland    |                                          |
| 2013    | Rekstok       | Epke Zonderland  |                    |                                          |
| 2014    | Rekstok       | Epke Zonderland  |                    |                                          |
| 2017    | Rekstok       |                  | Epke Zonderland    | Bart Deurloo                             |
| 2018    | Rekstok       | Epke Zonderland  |                    |                                          |
| Vrouwen |               |                  |                    |                                          |
| 2001    | Brug ongelijk |                  | Renske Endel       |                                          |
| 2002    | Vloer         |                  | Verona van de Leur |                                          |
| 2005    | Vloer         |                  |                    | Suzanne Harmes                           |
| 2015    | Balk          |                  | Sanne Wevers       |                                          |
| Totaal  | Totaal        | 5                | 8                  | 3                                        |